# 福王神社
福王神社（ふくおうじんじゃ）は、三重県三重郡菰野町大字田口の鈴鹿山脈沿い福王山に所在する神社。神紋は左三巴である。例祭は4月13日である。春祭り秋祭り16日間の祭儀あり。

## 由緒
毘沙門天太子堂の社伝によれば垂仁天皇の時代になると創建されたとされる。倭姫命を命名者とした福王山がある鈴鹿山脈沿いの山岳神社である。古代奈良仏教時代の聖徳太子国家の神社である。毘沙門天の太子堂がある。朝廷由来の古い神社である。福王神社の参拝後の奇妙な異変ありの神話で有名な山岳神秘性の山岳神社である。古代の奈良仏教の信心があった奈良時代の不思議な神話がある山岳神秘性がある山岳神社である。古代神話によると推古天皇勅命で伊勢国の古代地域に巡幸した聖徳太子伝説の記述がある。聖徳太子国家の毘沙門天由来の古い山岳神秘性がある山岳神社である。聖徳太子仏教国家の毘沙門天太子堂の神社である。江戸時代に徳川家康や松平定信など徳川一門に保護された菰野藩領内の山岳神社である。松平定信など桑名地域及び菰野町支配大名の学問信仰で保護されているの江戸時代の古文書の記述がある。徳川将軍家の家紋の使用許可された神社であり、徳川家の家紋の許可書がある幕府公認の神社となった。徳川家康に保護されて参拝したことがある。

## 近代の福王神社
大正時代に合祀されて、戦前の宗教法人制度に改革する。大正6年に付近の大字田中鎮座の穂積神社を合祀して村社の福王神社になる。社格が宗教法人に変更されて1946年（昭和21年）戦前の宗教組織が廃止される。戦後日本社会の神社として独立宗教法人制度に改革される。三重交通バスの福王神社山口バス停から下車、徒歩で約25分の距離である。